# Орловский белый голубь

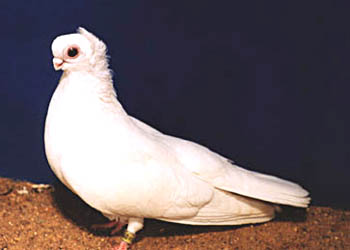
Орловский белый голубь

Орло́вский бе́лый, или орло́вский бе́лый турма́н, — порода голубей. Белоснежный цвет оперения и миниатюрность телосложения придают очаровательный вид этим голубям, у которых находится много поклонников.

## История
Одна из самых ранних пород русских турманов, которая была использована для выведения других отечественных пород короткоклювых турманов. Создание породы связано с именем графа Алексея Орлова-Чесменского (1737—1808), занимавшегося также племенной работой среди лошадей и кур.

## Полет
Орловские белые обладают хорошими летными способностями и при постоянной тренировке прекрасно выполняют все элементы полета турманов.

## Содержание
Орловские белые, как и все короткоклювые турманы, сложны в разведении, так как довольно требовательны к составу кормов и условиям содержания, а также потому, что в большинстве случаев не могут сами выкармливать своих птенцов.